# Open Road (album Gary Barlow)
Open Road è il primo album in studio del cantante britannico Gary Barlow, pubblicato nel 1997 in Europa e nel 1998 in Nord America.

## Tracce

### Edizione europea
1. Love Won't Wait (Madonna, Shep Pettibone) – 4:17
2. So Help Me Girl (Howard Perdew, Andy Spooner) – 4:29
3. My Commitment (Gary Barlow, Diane Warren) – 4:48
4. Hang on in There Baby (Johnny Bristol) – 3:39
5. Are You Ready Now (Gary Barlow) – 4:19
6. Everything I Wanted (Gary Barlow) – 3:32
7. I Fall So Deep (Larry Loftin, Mattias Gustafsson, Amy Powers) – 4:02
8. Lay Down for Love (Gary Barlow, Richard Stannard, Matt Rowbottom) – 5:33
9. Forever Love (Gary Barlow) – 4:55
10. Never Knew (Gary Barlow) – 3:50
11. Open Road (Gary Barlow) – 4:23
12. Always (Gary Barlow) – 3:32

### Edizione USA
1. I Fall So Deep (Larry Loftin, Mattias Gustafsson, Amy Powers) – 4:02
2. Open Road (Gary Barlow) – 4:23
3. Superhero (Barlow, Max Martin, Joylon Skinner, Kristian Lundin) – 3:35
4. My Commitment (Barlow, Diane Warren) – 4:13
5. Love Won't Wait (Madonna, Shep Pettibone) – 4:21
6. So Help Me Girl (Howard Perdew, Andy Spooner) – 4:29
7. Everything I Wanted (Gary Barlow) – 3:32
8. Hang on in There Baby (Johnny Bristol) – 3:39
9. Lay Down For Love (Barlow, Richard Stannard, Matt Rowbottom) – 5:33
10. Never Knew (Barlow) – 3:50
11. Forever Love (Barlow) – 4:55
12. Back for Good (Barlow) (Live) – 4:19